# Aphis decepta
Aphis decepta är en insektsart som beskrevs av Hottes och Theodore Henry Frison 1931. Aphis decepta ingår i släktet Aphis och familjen långrörsbladlöss. Inga underarter finns listade i Catalogue of Life.